# Ludwig Brahm
Ludwig Brahm, auch Louis Brahm, eigentlich Louis Abrahamson (* 28. November 1862 in Hamburg; † 27. Juni 1926 in Bad Tölz), war ein deutscher Theaterschauspieler.

## Leben
Brahm, Sohn eines Kaufmanns, begann, nachdem er bei Carl August Görner dramatischen Unterricht genossen hatte, in Gera seine Bühnenlaufbahn, war dann in Chemnitz, Berlin, Bremerhaven, Köln, Dessau, Salzburg, Karlsbad und Breslau engagiert und kam 1890 nach Hamburg ans Thaliatheater. Bei Gründung des Deutschen Schauspielhauses 1900 trat er an diese Bühne über und debütierte als „Hafenarbeiter“ in Jugend von heute. Dort wurde er auch später zum Ehrenmitglied ernannt.
Von seinen beliebten Rollen seien erwähnt: „Blumenkränze“ in Goldonkel, „Schmock“, „Adam“ in Adam und Eva, „Börseaner Wiener“ in Agnes Jordan etc.
Sein künstlerischer Lebenslauf nach 1902 ist unbekannt, er starb 1926.
Er war der jüngere Bruder von Otto Brahm, sein Sohn war der Schauspieler und Regisseur John Brahm, seine Tochter die Schauspielerin Gertrud Brahm.